# Saint-Pouange
Saint-Pouange é uma comuna francesa na região administrativa de Grande Leste, no departamento de Aube. Estende-se por uma área de 10,02 km². Em 2010 a comuna tinha 1 164 habitantes (densidade: 116,2 hab./km²).